# Otto Ruoppi
Otto Ruoppi né le 31 janvier 2006 à Kuopio en Finlande, est un footballeur finlandais. Il évolue au poste de milieu offensif au KuPS Kuopio.

## Biographie

### En club
Né à Kuopio en Finlande, Otto Ruoppi est notamment formé par le club local du KuPS Kuopio. Il fait sa première apparition en équipe première lors d'un match de Coupe de la Ligue finlandaise le 4 février 2023 contre l'AC Oulu. Il entre en jeu et son équipe est battue par un but à zéro.
Le 13 avril 2023, Otto Ruoppi est prêté jusqu'à la fin de l'année au Mikkelin Palloilijat tout comme son coéquipier Lauri Sahimaa,.
Il fait son retour au KuPS début 2024 et se fait remarquer le 24 février 2024 en marquant deux buts face à l'AC Oulu, en Coupe de la Ligue finlandaise. Il s'agit du premier doublé de sa carrière et il permet à son équipe de s'imposer par trois buts à un.
Siltanen joue son premier match en première division finlandaise le 6 avril 2024 face au HJK Helsinki. Il est titularisé et son équipe s'impose par trois buts à un.
Il est sacré Champion de Finlande en 2024, participant ainsi au septième titre de l'histoire du club,.

### En sélection
Otto Ruoppi représente l'équipe de Finlande des moins de 17 ans entre 2022 et 2023. Il joue au total treize matchs et marque deux buts avec cette sélection.

## Palmarès
KuPS Kuopio
- Champion de Finlande (1) :
  - Champion : 2024.